# Diospyros hemicycloides
Diospyros hemicycloides är en tvåhjärtbladig växtart som först beskrevs av Ferdinand von Mueller och George Bentham, och fick sitt nu gällande namn av Jessup. Diospyros hemicycloides ingår i släktet Diospyros och familjen Ebenaceae.